# Метельник

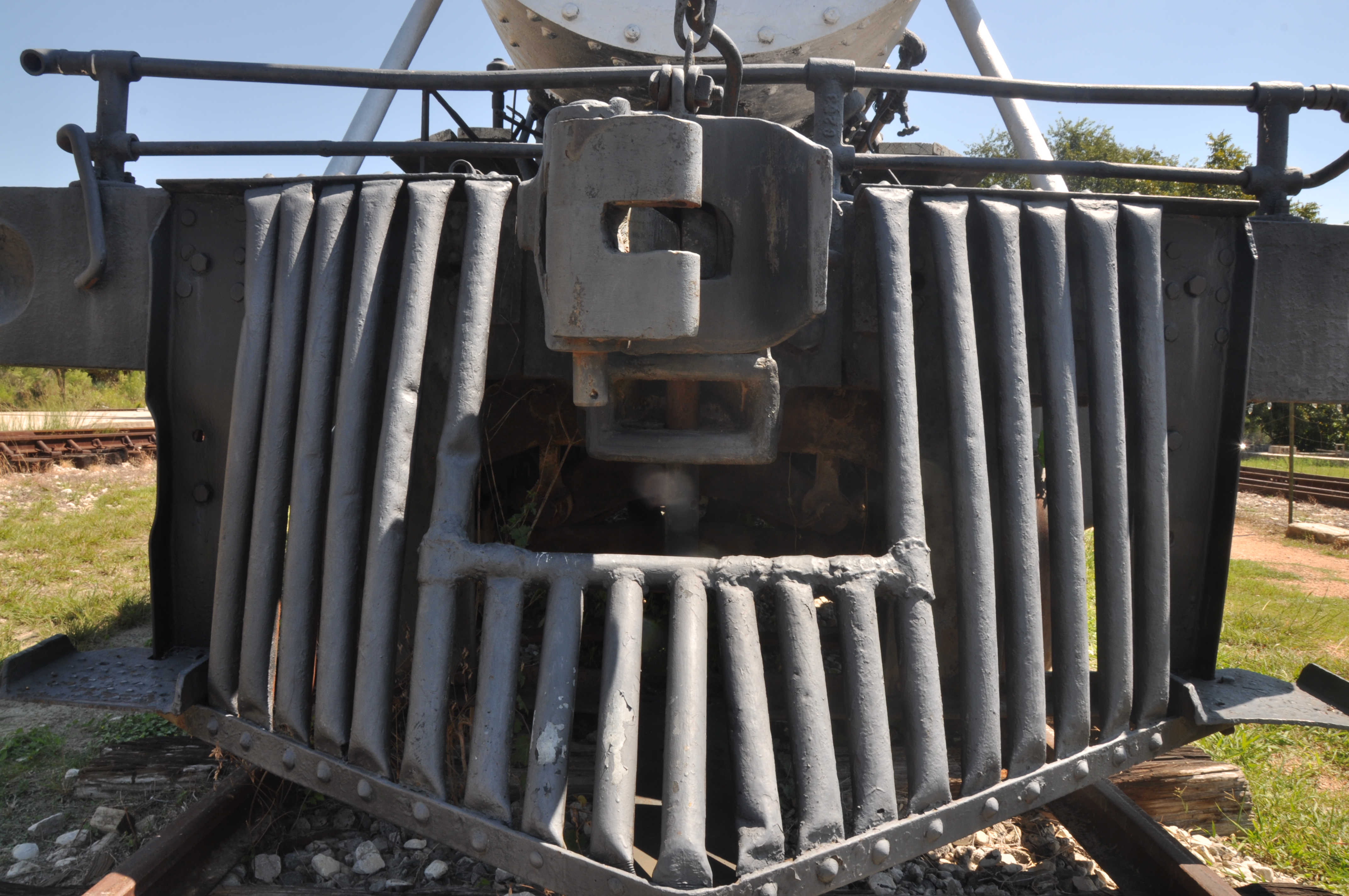
Путеочиститель (Метельник) на паровозе.

Путеочиститель, метельник (устаревшее название: скотоотбрасыватель, скотосбрасыватель, скотоотбойник, также бытует жаргонизм наметельник) — щит, выполненный из железных прутьев, листовой или литой стали, предназначенный для откидывания с железнодорожного пути препятствий (скота, снега, брёвен, автомобилей и т.п.), которые при попадании под колёса могут привести к сходу с рельс или повреждению подвагонного оборудования.
На дорогах, где пути подвержены снежным заносам, применяются путеочистители в виде плугового отвала. На скоростном ПС метельник также выполняет роль обтекателя.
Архаичное название, применявшееся некоторое время после изобретения этого устройства — скотоотбрасыватель, буквальный перевод англ. cowcatcher — «скотоуловитель». Хотя это название и используется до настоящего времени в некоторых официальных документах (протоколы ДТП на железнодорожных переездах) и неспециалистами, широко оно не применяется.